# Józef Węglarz (elektryk)
Józef Węglarz (ur. 18 lutego 1900 w Wiśniowej koło Dobczyc, zm. 20 maja 1980) – polski elektryk, profesor Politechniki Poznańskiej

## Życiorys
W 1922 ukończył Gimnazjum św. Anny w Krakowie. Odbył służbę wojskową w krakowskiej Szkole Podchorążych. W 1929 uzyskał dyplom inżyniera na Politechnice Gdańskiej. Od 1928 wykładał w Państwowej Wyższej Szkole Budowy Maszyn i Elektrotechniki w Poznaniu. Założył Pracownię Maszyn i Pomiarów Elektrycznych na jej Wydziale Elektrycznym. W tym czasie pracował również w firmie Brown Boveri. W wojnie 1939 roku walczył w stopniu podporucznika rezerwy w Armii „Poznań”. Podczas pobytu w obozie jenieckim Murnau prowadził zajęcia z elektrotechniki (konspiracyjnie i legalnie).
Po powrocie do Poznania w latach 1945–1955 pełnił funkcję dziekana Wydziału Elektrycznego Szkoły Inżynierskiej. Piastował tę godność także po przekształceniu uczelni w Politechnikę Poznańską (1960–1969). Jednocześnie w latach 1952–1970 kierował Katedrą Maszyn Elektrycznych. W 1964 ukazała się jego najważniejsza praca naukowa – podręcznik Maszyny elektryczne (drugie wydanie rozszerzone i poprawione w 1968).
W 1967 otrzymał tytuł profesora nadzwyczajnego nauk technicznych. W 1970 przeszedł na emeryturę, lecz nadal wykładał i przewodniczył Radzie Naukowej Instytutu Elektrotechniki Przemysłowej Politechniki Poznańskiej.
W 1938 został wiceprezesem Oddziału Poznańskiego SEP, a od 1947 do 1950 był jego prezesem. Działał także w NOT.
Został wyróżniony Krzyżem Kawalerskim Orderu Odrodzenia Polski, Złotym Krzyżem Zasługi, honorowymi odznakami SEP i NOT.
Ojciec matematyka i informatyka prof. Jana Węglarza. Pochowany został na cmentarzu Junikowo w Poznaniu (pole 8, kwatera 2, rząd 8, miejsce 9).

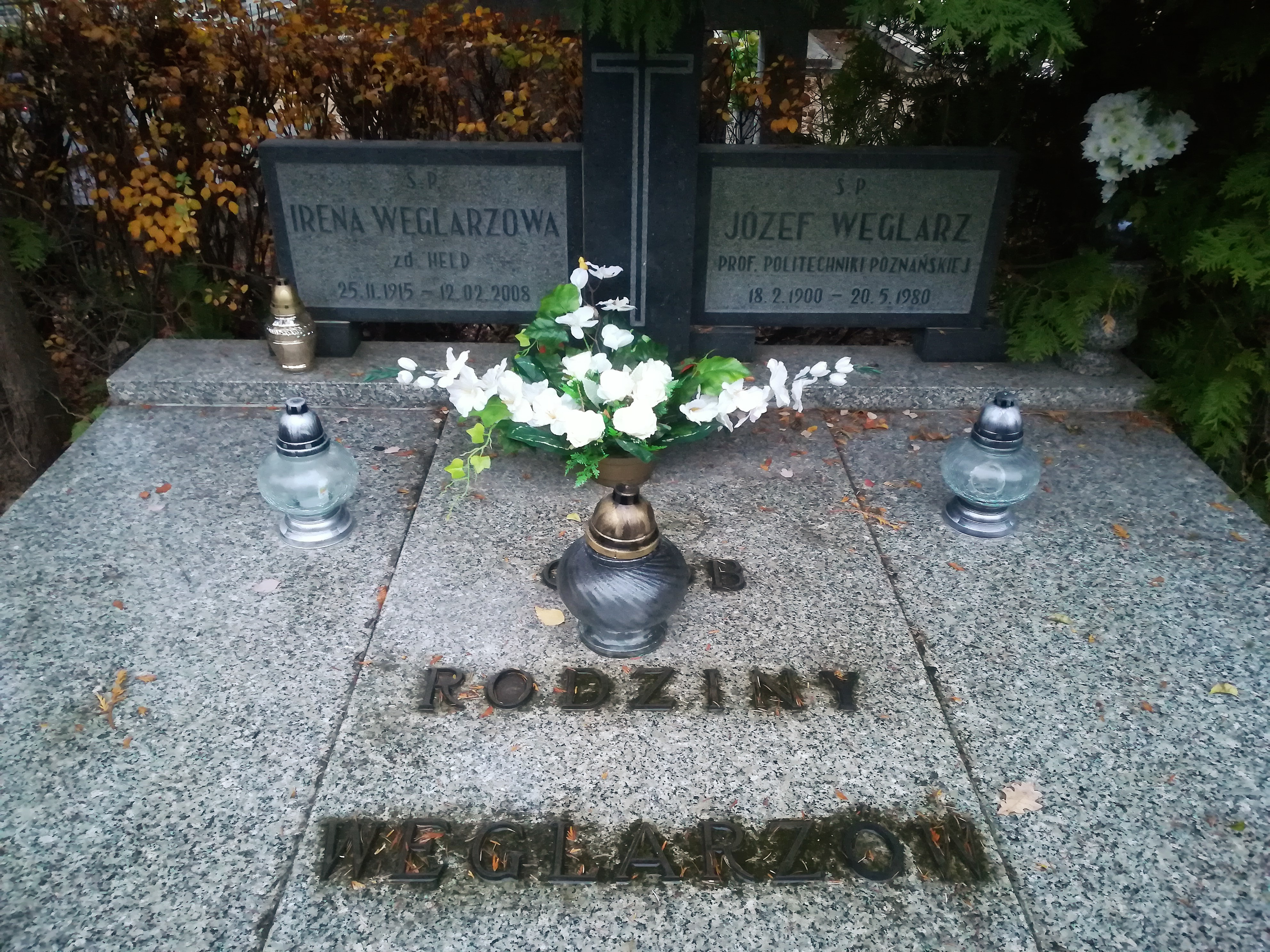
Grób prof. Józefa Węglarza na cmentarzu Junikowo w Poznaniu

## Upamiętnienie
Imię Węglarza noszą: jedna z największych sal wykładowych Politechniki Poznańskiej (od 1984), Oddział Poznański SEP (od 2010) i ulica w poznańskiej dzielnicy Nowe Miasto (od 2018). Oddział Poznański SEP od 2008 nadaje medal jego imienia. Zarząd Główny SEP ogłosił 2020 Rokiem Profesora Józefa Węglarza.